# رنگ زمان
رنگ زمان (انگلیسی: The Color of Time) فیلمی در ژانر زندگینامه‌ای است که در سال ۲۰۱۲ منتشر شد.

## بازیگران
- جیمز فرانکو
- هنری هاپر
- میلا کونیس
- جسیکا چستین
- زک برف
- بروس کمپبل
- دانیکا یاروش